# Asplenium pearcei
Asplenium pearcei là một loài thực vật có mạch trong họ Aspleniaceae. Loài này được Baker mô tả khoa học đầu tiên năm 1874.